# Devolução do problema
Devolução do problema é um termo utilizado por Guy Brousseau para descrever a postura que o professor deve tomar para que o estudante aceite a responsabilidade de resolver o problema. Entretanto, deve-se salientar que em muitos casos é necessário a ruptura do contrato didático para que o aluno aceite esta responsabilidade, fator crucial para que a aprendizagem ocorra de acordo com a Teoria das situações didáticas.